# The Garden
«The Garden» — песня хард-рок-группы Guns N’ Roses, выпущенная в 1991 году. Вошла в альбом Use Your Illusion I и имеет чередующийся ведущий вокал Эксла Роуза и Элиса Купера.

## О песне
«The Garden» была написана перед тем, как Guns N' Roses выпустили Appetite for Destruction в 1987 году, но не была включена в этот альбом. Авторами текста выступили Эксл Роуз, Дел Джеймс и Уэст Аркин.
По словам Слэша, во время записи Роуз решил, что эта песня больше похожа на творчество Элиса Купера, поэтому группа и решила его пригласить в качестве гостя. Купер, который на тот момент был в Лос-Анджелесе, получил приглашение в студию и принял участие в записи трека, сделав три дубля. Также в песне отметился друг Роуза, вокалист и фронтмен группы Blind Melon Шэннон Хун.
Песня никогда официально не была выпущена в виде сингла и не попадала на радиостанции в качестве промозаписи. Тем не менее в 1993 году группа сделала на неё промовидео. В январе 1994 года песня стала би-сайдом к синглу «Estranged».
Музыкальный видеоклип показывает участников группы в различных уголках Нью-Йорка, в частности на Таймс-сквер и на Вашингтон-Сквер-парк. Он был выпущен для промоушена Use Your Illusion Tour. Из-за некоторых сцен, происходящих в том числе в стриптиз-клубах, музыкальное видео не транслировалось часто на MTV. Позже клип вошёл в видеоальбом группы Welcome to the Videos.

## Участники записи
Guns N' Roses
- У. Эксл Роуз — со-лид-вокал[англ.], бэк-вокал
- Слэш — соло-гитара, ритм-гитара, акустическая гитара, слайд-гитара
- Дафф Маккаган — бас
- Мэтт Сорум — ударные, перкуссия

Дополнительные музыканты
- Элис Купер — со-лид-вокал
- Шэннон Хун — бэк-вокал
- Уэст Аркин[англ.] — акустическая гитара